# Антонюк, Иван Авксентьевич
Иван Авксентьевич Антонюк — советский хозяйственный, государственный и политический деятель.

## Биография
Родился в 1901 году в местечке Яруга. Член КПСС с 1928 года.
С 1917 года — на хозяйственной, общественной и политической работе. В 1917—1966 гг. — батрак, чернорабочий, участник Гражданской войны, батрак, милиционер, пограничник, заместитель командира погранотряда по разведке, участник Великой Отечественной войны, начальник разведотдела войск НКВД по ОТ Южного фронта, заместитель начальника по разведке войск НКВД по ОТ Сталинградского фронта, Центрального фронта, Белорусского фронта, ГСВГ, начальник Управления МВД по Ровенской области, начальник Управления МВД по Измаильской области, на различных должностях в городском хозяйстве Ровно.
Умер в Ровно в 1984 году.